# Hans-Rudolf Fehrlin
Hans-Rudolf Fehrlin (auch Hansruedi Fehrlin; * 17. April 1943 in Schaffhausen) ist ein Schweizer Berufsoffizier im Range eines Korpskommandant und war von 1. Januar 2000 bis 31. Dezember 2005 Kommandant der Schweizer Luftwaffe. Im Rahmen der Einführung neuer Organisationsstrukturen in der Schweizer Armee (Armee XXI) wurde Korpskommandant Fehrlin zum 1. Januar 2006 von Walter Knutti abgelöst. Neben dem Übergang von der Armee 95 zur Armee XXI fiel in seine Zeit als Kommandant auch der Einsatz der Schweizer Luftwaffe mit drei Super Pumas in Sumatra nach dem schweren Erdbeben im Indischen Ozean 2004.
2004 wurde ihm wegen Einsatz von unbemannten Überwachungsdrohnen der Negativpreis Big Brother Award anerkannt.  